# Oscar Ortiz
Oscar Alberto Ortiz (* 8. duben 1953, Chacabuco, Buenos Aires, Argentina) je bývalý argentinský fotbalista. Nastupoval především na postu útočníka - levého křídla.
S argentinskou reprezentací se stal mistrem světa roku 1978, na závěrečném turnaji nastoupil k šesti zápasům. V národním týmu odehrál 23 utkání, v nichž dal 2 góly.
Sedmkrát se stal mistrem Argentiny, dvakrát s klubem San Lorenzo Almagro (1972, 1974), čtyřikrát s River Plate (1977, 1979, 1980, 1981), jednou s Independiente Avellaneda (1983). Nejvyšší argentinskou soutěž hrál i za Huracán Buenos Aires, krom toho strávil jednu sezónu v Brazílii, v dresu Grêmia.